# Ciencia de la sostenibilidad
La ciencia de la sostenibilidad surgió en el siglo XXI como una nueva disciplina académica. Este nuevo campo de la ciencia se presentó oficialmente con una "Declaración de Nacimiento" en el Congreso Mundial "Desafíos de una Tierra en Cambio 2001" en Ámsterdam, organizado por el Consejo Internacional para la Ciencia (ICSU), el Programa Internacional de la Biosfera y la Geosfera (IGBP), el Programa Internacional de Dimensiones Humanas sobre el Cambio Ambiental Global y el Programa Mundial de Investigación del Clima (WCRP). El campo refleja el deseo de dar a las generalidades y al enfoque amplio de "sustentabilidad" un respaldo analítico y científico más sólido, ya que "reúne estudios y prácticas, perspectivas globales y locales del norte y sur, y disciplinas a través de las ciencias naturales y sociales, ingeniería y medicina ".  El ecologista William C. Clark propone que puede considerarse útil como una investigación "ni "básica" ni "aplicada", pero como un campo definido por los problemas que aborda en lugar de por las disciplinas que emplea "y que" sirve a la necesidad de avanzando tanto el conocimiento como la acción creando un puente dinámico entre los dos".
El campo se centra en examinar las interacciones entre los sistemas humanos, ambientales y de ingeniería para comprender y contribuir a soluciones para los desafíos complejos que amenazan el futuro de la humanidad y la integridad de los sistemas de soporte de vida del planeta, como el cambio climático, la pérdida de biodiversidad, contaminación y degradación de tierras y aguas.
La ciencia de la sustentabilidad, como la sustentabilidad misma, deriva cierto ímpetu de los conceptos de desarrollo sustentable y ciencia ambiental. La ciencia de la sostenibilidad proporciona un marco crítico para la sostenibilidad mientras que la medición de la sostenibilidad proporciona los datos cuantitativos basados en la evidencia necesarios para guiar la gobernabilidad de la sostenibilidad.

## Definición
La definición consensual de ciencia de sostenibilidad es tan difícil de alcanzar como la definición de "sostenibilidad" o "desarrollo sostenible".  En un resumen presentado en su sitio web en 2008, el Programa de Ciencia de la Sostenibilidad en la Universidad de Harvard describió el campo de la siguiente manera, destacando su interdisciplinariedad: 
 La 'ciencia de la sostenibilidad' es una beca interdisciplinaria orientada a los problemas que busca facilitar el diseño, la implementación y la evaluación de intervenciones efectivas que fomenten la prosperidad compartida y la reducción de la pobreza al tiempo que protegen el medio ambiente.  Se define por los problemas que aborda en lugar de las disciplinas que emplea.  De este modo, se extrae, según sea necesario, de múltiples disciplinas de las ciencias naturales, sociales, médicas y de ingeniería, de las profesiones y del conocimiento de la práctica.  
 Susan W. Kieffer y sus colegas, en 2003, sugirieron, más específicamente, que la ciencia de la sostenibilidad es: 
 ...   el cultivo, la integración y la aplicación del conocimiento sobre los sistemas de la Tierra obtenidos especialmente de las ciencias holísticas e históricas (como la geología, la ecología, la climatología, la oceanografía) coordinadas con el conocimiento sobre las interrelaciones humanas obtenidas de las ciencias sociales y las humanidades, para evaluar, mitigar y minimizar las consecuencias, a nivel regional y mundial, de los impactos humanos en los sistemas planetarios y en las sociedades de todo el mundo y en el futuro   - Es decir, para que los humanos puedan ser administradores informados de la Tierra.  
 Se ha observado que el nuevo paradigma 
 ...   debe abarcar diferentes magnitudes de escalas (de tiempo, espacio y función), balances múltiples (dinámicas), actores múltiples (intereses) y fallas múltiples (fallas sistémicas).  
 Otros tienen una visión mucho más amplia de la ciencia de la sostenibilidad, enfatizando la necesidad de analizar las causas fundamentales de la insostenibilidad fundamental del sistema económico prevaleciente, como el énfasis en el crecimiento como clave para resolver problemas políticos y sociales y promover el bienestar de la sociedad.  En un artículo de 2012 titulado "La ciencia de la sostenibilidad debe incluir el consumo sostenible", publicado en Medio ambiente: Ciencia y política para el desarrollo sostenible, Halina Brown sostiene que la ciencia de la sostenibilidad debe incluir el estudio de la sociología del consumo de materiales y la estructura de la sociedad consumista. El papel de la tecnología en agravar las prácticas sociales insostenibles, así como en la solución de los problemas que crean, las teorías macroeconómicas que presuponen el crecimiento económico como condición necesaria para promover el bienestar social y otras.

## Objetivos amplios
A mediados de la década de 1980, muchas organizaciones científicas internacionales adoptaron el argumento de hacer de la investigación y el desarrolló un componente importante de las estrategias de desarrollo sostenible, promovido por el informe Nuestro futuro común de la Comisión Brundtland en 1987, y se señaló en el plan de la Agenda 21 que surgió de Conferencia de las Naciones Unidas sobre Medio Ambiente y Desarrollo en 1992 y desarrollada en la Cumbre Mundial sobre Desarrollo Sostenible , celebrada en Johannesburgo en 2002. 
Los temas de los siguientes subtítulos indican temas recurrentes que se abordan en la literatura de ciencia de la sostenibilidad.  En 2010 se publicó un compendio de artículos básicos sobre esta nueva disciplina como Lecturas en Ciencia y Tecnología de la Sostenibilidad , editado por Robert Kates , con un prefacio de William Clark.  El Comentario de 2012 de Halina Brown amplía ampliamente el alcance de esa publicación seminal.  Este es un trabajo en progreso.  La Encyclopedia of Sustainability Science and Technology de 2012 se creó como una colaboración de más de 1000 científicos para proporcionar artículos revisados por pares que cubren investigaciones de sostenibilidad y evaluaciones de políticas de tecnología.

### Estructuración del conocimiento de los problemas
La estructuración del conocimiento se ha identificado como un primer paso esencial en el esfuerzo por adquirir una visión integral de los problemas de sostenibilidad que son complejos e interconectados.  Esto es necesario como respuesta a los requisitos de la academia, la industria y el gobierno. 

### Coordinación de datos
La investigación y los datos clave para la sostenibilidad provienen de muchas disciplinas científicas, temas y organizaciones. Una parte importante de la estructuración del conocimiento implicará la creación de herramientas que proporcionen una "visión general" de lo que se conoce.  La ciencia de la sostenibilidad puede construir y coordinar un marco dentro del cual se puede acceder fácilmente a la gran cantidad de datos. 

### Enfoques interdisciplinarios
El intento, por parte de la ciencia de la sostenibilidad, de comprender el "conjunto" integrado de los sistemas planetarios y humanos requiere la cooperación entre las disciplinas científicas, sociales y económicas, los sectores público y privado, la academia y el gobierno.  En resumen, se requiere un esfuerzo cooperativo global masivo y una tarea importante de la ciencia de la sostenibilidad es ayudar a la coordinación interdisciplinaria integrada.

## Revistas
- Consilience: The Journal of Sustainable Development , revista seminual publicada desde 2009, ahora "en asociación con las bibliotecas de la Universidad de Columbia ".[13]
- Revista internacional de desarrollo sostenible y ecología mundial , publicación con seis números por año, publicada desde 1994 por Taylor & Francis .[14]
- Encuestas y perspectivas Integrating Environment & Society (SAPIEN. S.)  , revista semestral publicada por Veolia Environment desde 2008-2015.[15]  Un ensayo notable sobre indicadores de sostenibilidad de Paul-Marie Boulanger apareció en el primer número.[16]
- Sustainability Science , revista lanzada por Springer en junio de 2006.[17]
- Sustentabilidad: Science, Practice, Policy , una revista de acceso abierto para soluciones sustentables lanzada en marzo de 2005.  Ahora publicado por Taylor & Francis.[18]
- Sostenibilidad: The Journal of Record , publicación bimestral publicada por Mary Ann Liebert, Inc. a partir de diciembre de 2007.[19]
- En 2006 se lanzó una sección dedicada a la ciencia de la sustentabilidad en las Actas de la revista multidisciplinaria de la Academia Nacional de Ciencias [20]
- GAIA: Perspectivas ecológicas para la ciencia y la sociedad / GAIA: Ökologische Perspektiven für Wissenschaft und Gesellschaft , una revista trimestral inter y transdisciplinaria para científicos y otras partes interesadas relacionadas con las causas y análisis de los problemas ambientales y de sostenibilidad y sus soluciones.  Lanzado en 1992 y publicado por oekom verlag en nombre de la Sociedad GAIA - Konstanz, St. Gallen, Zúrich.[21]

## Listado de programas de ciencias de la sostenibilidad
En los últimos años, cada vez más programas de títulos universitarios han desarrollado planes de estudio formales que abordan temas relacionados con la ciencia de la sostenibilidad y el cambio global: 

### Programas de pregrado en ciencias de la sostenibilidad
| Curso                                               | Universidad                        | Ubicación                     | País                        | Continente   |
| --------------------------------------------------- | ---------------------------------- | ----------------------------- | --------------------------- | ------------ |
| Licenciatura en Ciencias Aplicadas (Sostenibilidad) | Universiti Malaysia Kelantan       | Jeli, Kelantan                | Malasia                     | Asia         |
| BA o BS Sostenibilidad                              | Universidad Estatal de Arizona     | Phoenix, Arizona              | Bandera de Estados Unidos   | Norteamérica |
| BS Estudios de Sostenibilidad                       | Instituto de Tecnología de Florida | Melbourne, Florida            | Bandera de Estados Unidos   | Norteamérica |
| BS o BS / MS Ciencia de la sostenibilidad           | Universidad Estatal de Montclair   | Montclair, Nueva Jersey       | Bandera de Estados Unidos   | Norteamérica |
| B.Sc. Ciencias Ambientales                          | Universidad Leuphana de Lüneburg   | Lüneburg, Baja Sajonia        | Bandera de Alemania         | Europa       |
| B.Sc. Estudios ambientales y de sostenibilidad.     | Universidad Leuphana de Lüneburg   | Lüneburg, Baja Sajonia        | Bandera de Alemania         | Europa       |
| B.Sc. Ciencia de la sostenibilidad                  | Universidad Solent                 | Southampton, Hampshire        | Bandera del Reino Unido     | Europa       |
| M.Sci. Ciencia de la sostenibilidad                 | Universidad Solent                 | Southampton, Hampshire        | Bandera del Reino Unido     | Europa       |
| B.Sc. Ciencia de la sostenibilidad global           | Universidad de Utrecht             | Utrecht, Provincia de Utrecht | Bandera de los Países Bajos | Europa       |

### Programas de postgrado en ciencias de la sostenibilidad
| Curso                                                          | Universidad                               | Ubicación                     | País                        | Continente   |  | Maestría (Ciencias de la Sostenibilidad) | Universidad Nacional Autónoma de México | México |
| Doctorado (Ciencia de la Sostenibilidad)                       | Universiti Malaysia Kelantan              | Jeli, Kelantan                | Malasia                     | Asia         |  |                                          |                                         |        |
| M.Sc (Ciencia de la Sostenibilidad)                            | Universiti Malaysia Kelantan              | Jeli, Kelantan                | Malasia                     | Asia         |  |                                          |                                         |        |
| MS Sostenibilidad: Ciencia y Sociedad                          | Universidad de Brock                      | St. Catharines, Ontario       | Bandera de Canadá           | Norteamérica |  |                                          |                                         |        |
| M.Sc. Ciencia de la sostenibilidad                             | Universidad Estatal de Montclair          | Montclair, Nueva Jersey       | Bandera de Estados Unidos   | Norteamérica |  |                                          |                                         |        |
| M.Sc. Ciencia de la sostenibilidad                             | Universidad Leuphana de Lüneburg          | Lüneburg, Baja Sajonia        | Bandera de Alemania         | Europa       |  |                                          |                                         |        |
| Gestión de la sostenibilidad MBA                               | Universidad Leuphana de Lüneburg          | Lüneburg, Baja Sajonia        | Bandera de Alemania         | Europa       |  |                                          |                                         |        |
| M.Phil. Ingeniería para el Desarrollo Sostenible               | Universidad de Cambridge                  | Cambridge, Cambridgeshire     | Bandera del Reino Unido     | Europa       |  |                                          |                                         |        |
| M.Sc. Sustentabilidad                                          | Universidad de Southampton                | Southampton, Hampshire        | Bandera del Reino Unido     | Europa       |  |                                          |                                         |        |
| M.Sc. Tecnología Ambiental                                     | Colegio Imperial de Londres               | Kensington, Londres           | Bandera del Reino Unido     | Europa       |  |                                          |                                         |        |
| M.Sc. Ciencia y Soluciones de Sostenibilidad                   | Universidad de Tecnología de Lappeenranta | Lappeenranta, Karelia del Sur | Bandera de Finlandia        | Europa       |  |                                          |                                         |        |
| M.Sc. Estudios Ambientales y Ciencias de la Sostenibilidad.    | Universidad de Lund                       | Lund, Scania                  | Suecia                      | Europa       |  |                                          |                                         |        |
| M.Sc. Resiliencia socioecológica para el desarrollo sostenible | Universidad de Estocolmo                  | Estocolmo, Estocolmo          | Bandera de Suecia           | Europa       |  |                                          |                                         |        |
| Doctorado en Ciencias de la Sostenibilidad                     | Universidad de Estocolmo                  | Estocolmo, Estocolmo          | Bandera de Suecia           | Europa       |  |                                          |                                         |        |
| Máster en Medio Ambiente y Sostenibilidad                      | Universidad Monash                        | Melbourne, Victoria           | Bandera de Australia        | Oceanía      |  |                                          |                                         |        |
| M.Sc. Política y ciencia de la sostenibilidad                  | Universidad de Maastricht                 | Maastricht, Limburg           | Bandera de los Países Bajos | Europa       |  |                                          |                                         |        |

## Otras lecturas
- Bernd Kasemir, Jill Jager, Carlo C. Jaeger y Matthew T. Gardner (eds) (2003).  La participación pública en la ciencia de la sostenibilidad, un manual.  Cambridge University Press, Cambridge. ISBN 978-0-521-52144-4

- Kajikawa Yuya (2008), "Research core and framework of sustainability science", Sustainability Science, Volume 3, Issue 2, pp 215–239, Springer DOI 10.1007 / s11625-008-0053-1

- Kates, Robert W., ed. (2010).  Lecturas en Ciencia y Tecnología de la Sostenibilidad .  Documento de trabajo CID n. ° 213.  Centro para el Desarrollo Internacional, Universidad de Harvard.  Cambridge, MA: Harvard University, diciembre de 2010.  Resumen Archivado el 7 de julio de 2017 en Wayback Machine. y archivo PDF (enlace roto disponible en Internet Archive; véase el historial, la primera versión y la última). disponible en el sitio web de Harvard Kennedy School

- Jackson, T. (2009), "Prosperidad sin crecimiento: economía para un planeta final".  Londres: Earthscan

- Brown, Halina Szejnwald (2012).  "La ciencia de la sostenibilidad necesita incluir el consumo sostenible".  Medio ambiente: ciencia y política para el desarrollo sostenible 54: 20-25

- Datos: Q442321